# Öræfajökull
L'Öræfajökull és un volcà cobert de gel del sud-est d'Islàndia. És el volcà en actiu més gran del país i a la seva banda nord-occidental es troba el Hvannadalshnúkur, el cim més alt d'Islàndia. Geogràficament, l'Öræfajökull es considera part de la glacera Vatnajökull i l'àrea coberta per la glacera està dins dels límits del Parc Nacional Skaftafell.

## Activitat
Öræfajökull ha entrat en erupció dues vegades, el 1362 i el 1728.

### Erupció de 1362
El 1362, el volcà feia erupció explosivament amb expulsió de quantitats enormes de tefra. Va ser d'una escala similar a l'erupció de 1991 del mont Pinatubo. El districte de Litla-Hérað es va destruir per les inundacions i la caiguda de lava i cendra. Van passar més de 40 anys perquè la zona tornara a ser poblada i coneguda com a Öræfi. El nom literalment significa 'zona sense port', però va prendre el sentit de 'terra erma' en islandès.

### Erupció de 1728

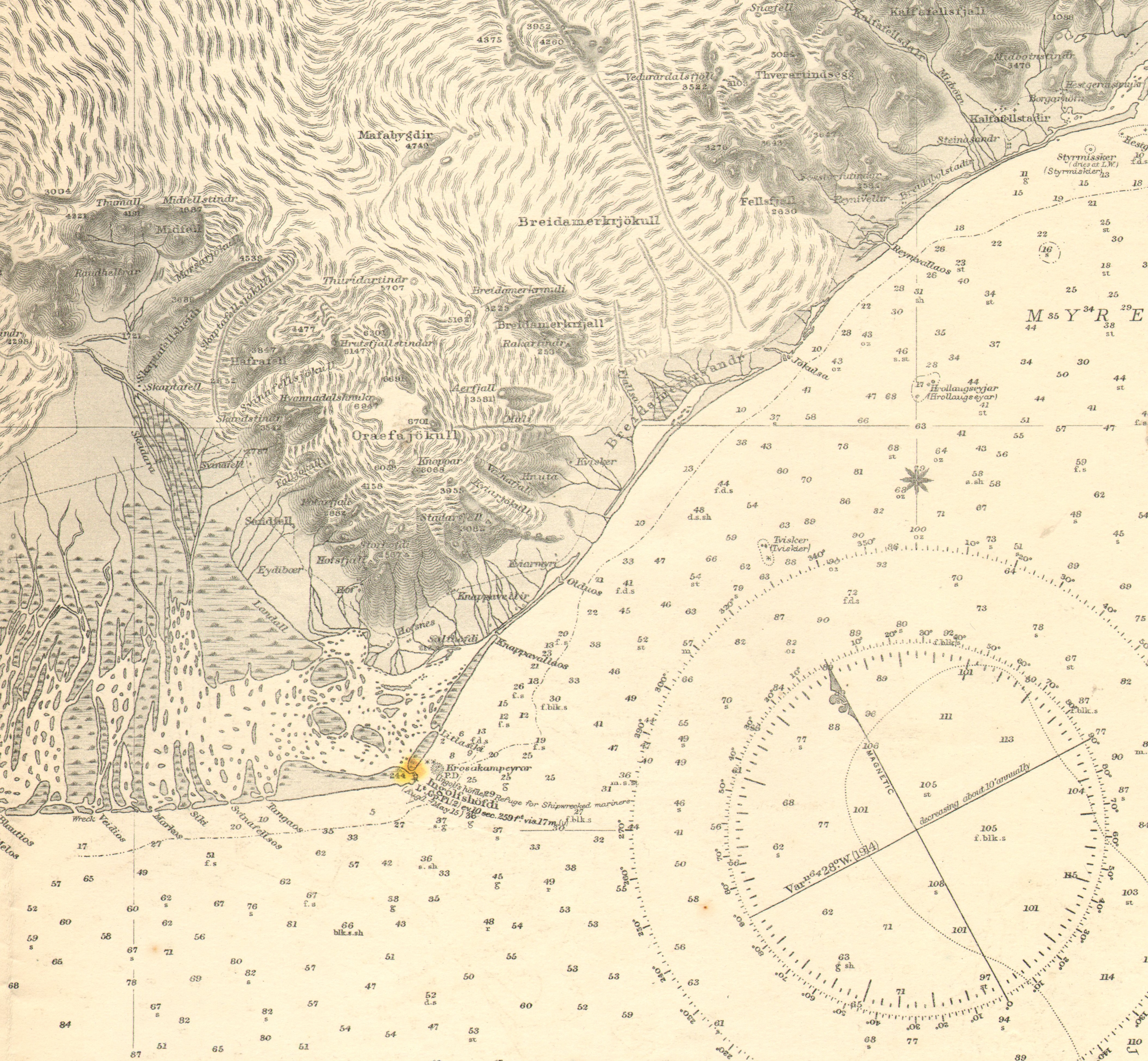
Mapa de Öræfajökull de 1899 a partir d'una carta de navegació.

Una erupció més petita l'agost de 1727 va provocar tres víctimes a causa de les inundacions que s'hi esdevingueren.

### Activitat de 2017
Augment de l'activitat del terratrèmol en forma de petits tremolors que van des d'una profunditat d'1,5 a 10 km sota el cràter del cim, va començar l'agost de 2017 segons l'Oficina Meteorològica d'Islàndia.
El codi de colors de l'aviació dels Estats Units es va elevar a groc el 17 de novembre de 2017, després de l'aparició d'un calder de gel dins del cràter principal i l'augment de l'activitat geotèrmica sota la glacera.

### Activitat de 2018
L'activitat sísmica i geotèrmica que va començar l'agost de 2017 va continuar el 2018, però a nivells reduïts. El 4 de maig de 2018, l'Oficina Meteorològica d'Islàndia va reduir el codi de colors de l'aviació a verd.